# Citroën Revolte

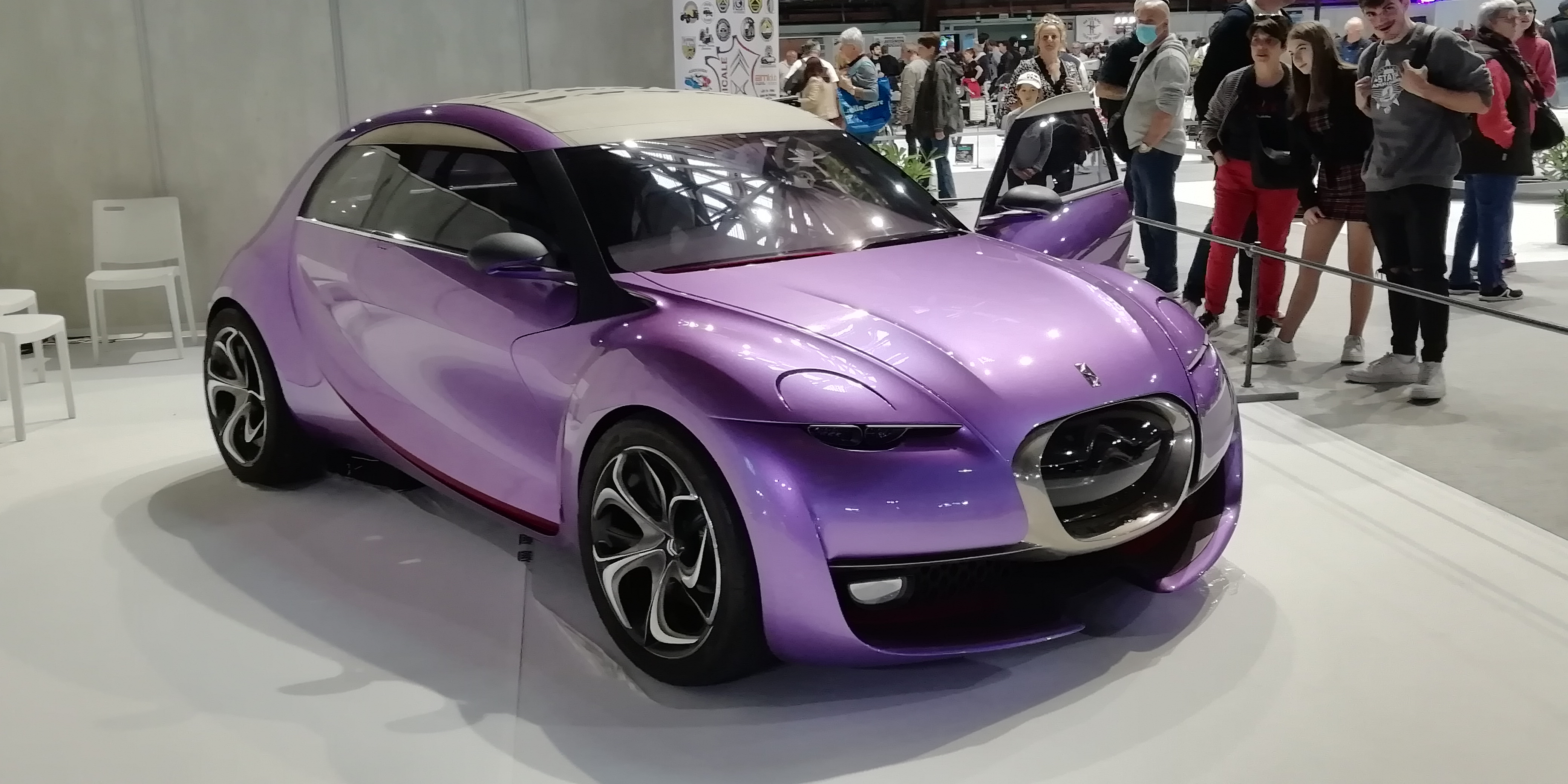
Concept-car Revolte au salon Avignon Motor Passion le 26 mars 2022.

La Citroën Revolte est un concept car hybride rechargeable inspiré de la 2CV présenté par Citroën au salon de Francfort 2009.

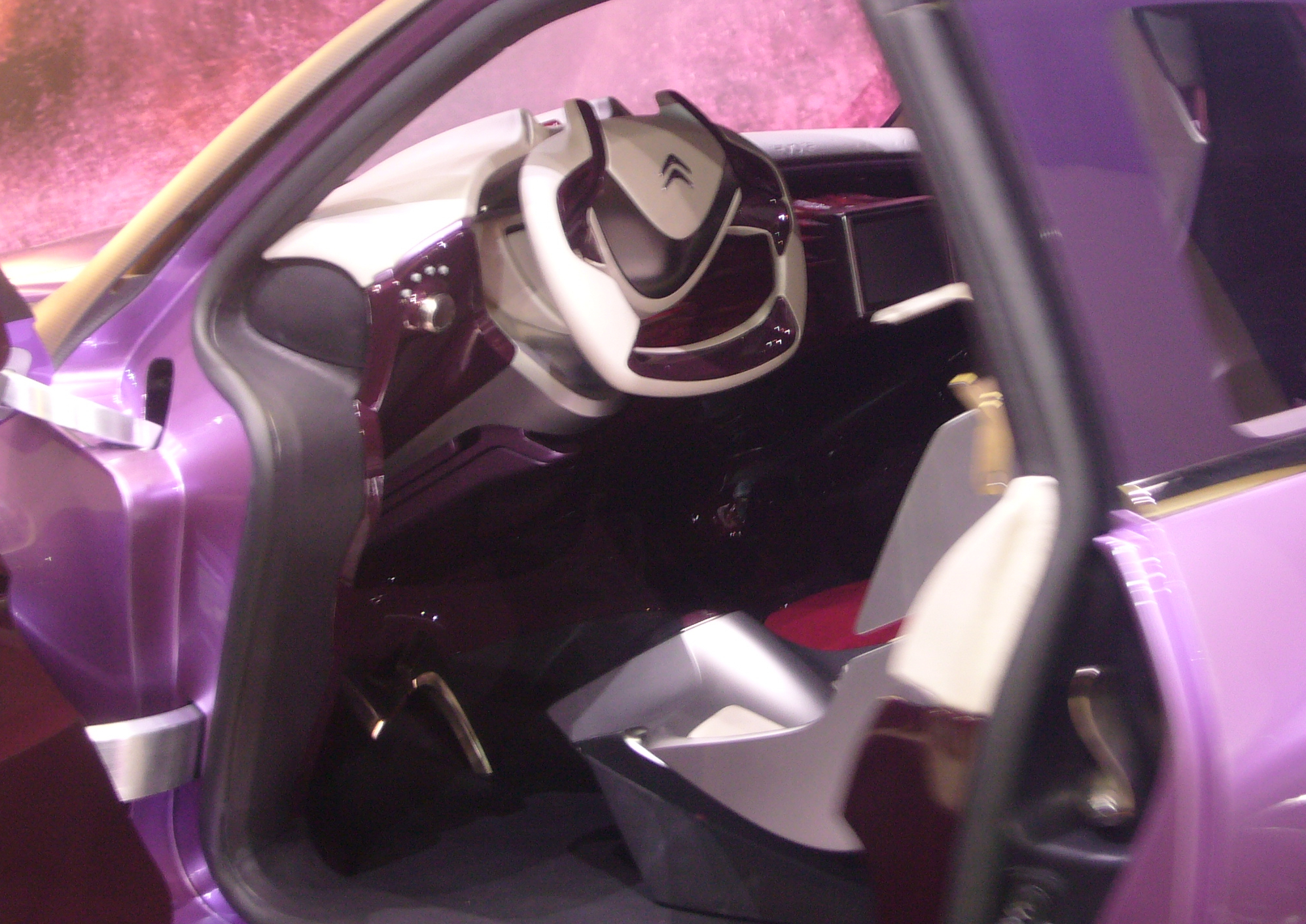
Intérieur.

Elle arbore le logo Citroën mais aussi celui de la ligne DS. Le dessin extérieur de la Revolte a été réalisé par Frédéric Soubirou.
La Revolte donne naissance en 2010 à un second concept-car, le coupé Citroën Survolt.

## Notes et références

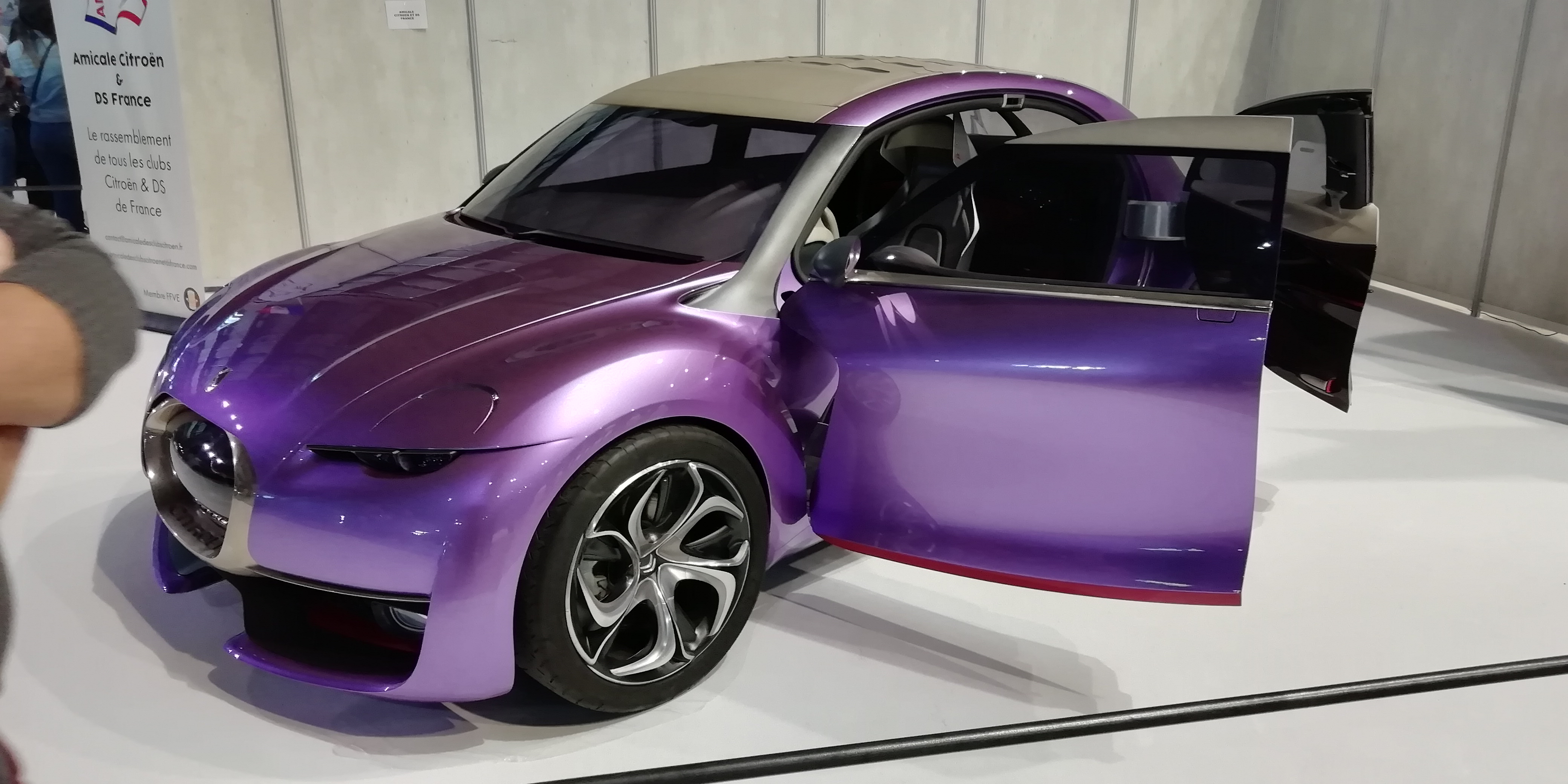
Revolte 2